# Rajd Polski 1963
23. Rajd Polski (oficjalnie XXIII Rajd Polski) był rozgrywany w dniach 31 lipca – 4 sierpnia 1963 roku. Był on siódmą rundą Rajdowych Mistrzostw Europy  w roku 1963 i zarazem trzecia eliminacją Rajdowych Samochodowych Mistrzostw Polski w roku 1963. Komandorem rajdu był Jacek Sożyński.

## Klasyfikacja generalna[2][3]
| Miejsce | Kierowca          | Pilot               | Samochód            | Punkty   |
| ------- | ----------------- | ------------------- | ------------------- | -------- |
| 1       | Dieter Glemser    | Martin Braungart    | Mercedes-Benz 220SE | 182,99   |
| 2       | Gunnar Andersson  | Gunnar Häggbom      | Volvo 122S          | 235,75   |
| 3       | Sobiesław Zasada  | Ewa Zasada          | Fiat 600D           | 715,69   |
| 4       | Sylvia Österberg  | Inga-Lill Edenring  | Volvo 122S          | 774,27   |
| 5       | Marek Varisella   | Mirosław Jeżowski   | Syrena 102          | 1.224,12 |
| 6       | Kurt Otto         | Hermann Hanf        | Wartburg 311        | 1.518,18 |
| 7       | Eberhard Asmus    | Helmuth Piehler     | Trabant 600         | 1.676,25 |
| 8       | Jan Soczek        | Ludwik Postawa      | Skoda Octavia Super | 1.928,04 |
| 9       | Olle Dahl         | Zdenek Treybal      | Saab 96             | 2.230    |
| 10      | Ksawery Frank     | Zbigniew Łagutko    | Volvo 122S          | 2.571,34 |
| 11      | Barbara Wojtowicz | Adam Wędrychowski   | Renault Dauphine    |          |
| 12      | Tadeusz Truchel   | Wiesław Trojanowski | FSO Syrena 102      |          |
| 13      | Jerzy Kuczera     | Czesław Misiek      | Skoda Octavia TS    |          |

1. 1 2 3 4 5 6  Nieliczony w klasyfikacji RSMP